# 202736 Julietclare
202736 Julietclare eller 2007 KB2 är en asteroid upptäckt 18 maj 2007 av den tyske astronomen Felix Hormuth i Heidelberg. Asteroiden har fått sitt namn efter Juliet Clare Datson, en före detta student vid Max-Planck-Institut für Astronomie i Heidelberg som arbetar med bruna dvärgar. Kollegorna minns hennes tid på institutet särskilt för hennes goda hembakade kakor.